# 岩佐嘉親
岩佐 嘉親（いわさ よしちか、1922年〈大正11年〉7月21日 - 2014年〈平成26年〉2月17日）は、日本の探検家、研究者。

## 略歴
広島県呉市生まれ。1942年関西高等工業学校（現：大阪工業大学）卒業。1965年太平洋文化研究所を設立して所長となる。1959年より1995年までの間に50数回にわたってポリネシアを中心とした南太平洋海域の民俗学的な調査をする。太平洋地域の言語の入門書・会話集を多数執筆した。2008年及び2013年に、台湾の国立史前文化博物館に長年の収集品を寄贈した。

## 著書

### 単著
- 『阿賀町誌』（大衆新聞社、1949年）
- 『南海の楽園―タヒチからサモアへの旅』（双葉社、1967年）
- 『サモア史 上』(大陸書房、1970年)
- 『フィジー語入門』(泰流社、1985年)
- 『サモア語入門』(泰流社、1989年)
- 『タヒチ語会話集』(泰流社、1989年)
- 『フィジー語実用会話集―日本語(ローマ字)・英語対照』(泰流社、1990)
- 『サモア語会話集―日本語(ローマ字)・英語対照』(泰流社、1991年)
- 『ビスラマ(ヴァヌアツ)語会話集―日本語・英語対照』(泰流社、1993/12）
- 『ヌクヒヴァ語会話集―日本語・英語対照』(泰流社、1994年)
- 『南太平洋の楽園』（泰流社、1995年、『南海の楽園』の改題新装版）

### 共著
- 岩佐嘉親; タヒチアンノニインク (2006). 最新版 タヒチ語会話集. ベルブックス